# مایکل شنکر
مایکل شنکر نوازنده گیتار راک آلمانی در دهم ژانویه ۱۹۵۵ میلادی در سارستد آلمان متولد شد. او در گروه‌های بزرگی چون اسکورپیونز و یوفو حضور داشته‌است. او همچنین گروه مایکل شنکر رهبری می‌کند. او برادر کوچک رودولف شنکر نوازنده گیتار گروه اسکورپینز است. دوران زندگی حرفه‌ای مایکل همرا با فراز و نشیب‌های بسیاری بوده‌است و علی‌رغم تمام مشکلات او همچنان به ضبط و اجرای موسیقی می‌پردازد و همچنین به او لقب انگشت افسانه‌ای در تاریخ گیتار متال داده شده‌است.

## درباره
مایکل نوازندگی را از کودکی آغاز کرد درست زمانی که برادر بزرگترش رودولف گیتار گیبسونی را که خریده بود به خانه آورد. او اولین اجرای درخشانش رادر سن ۱۱ سالگی به همراه گروه اسکورپیونز در یک کلاب شبانه تجربه کرد. در ۱۷ سالگی برای ضبط اولین آلبوم اسکورپیونز با گروه همرا شد. پس از ضبط این آلبوم اسکورپیونز تور اجرای زنده را راه انداخت و در همین تور بود که پیشنهاد نوازندگی لید گیتار برای گروه یوفو به مایکل داده شد، با موافقت برادر بزرگتر شنکر به یوفو پیوست و جای او را در اسکورپیونز اولی روٍ بر عهده گرفت.
دوران همکاری مایکل با یوفو بسیار متلاطم و پر فراز و نشیب به نظر می‌رسد، اگر چه نام در او بسیاری از آلبوم‌های موفق گروه به چشم می‌خورد اما بعضی مواقع بود که مایکل در هنگام ضبط کار را نیمه کاره رها می‌کرد و این سبب لغو شدن پروژه می‌شد. و سرانجام او در ۱۹۷۸ از گروه جدا شد.
مایکل بسیاری از آهنگ‌های یوفو را نوشت و موسیقی شنکر در یوفو توانست نظر بسیاری از منتقدان را به خود جلب کند، بعضی از صاحب نظران معتقدند که یوفو تنها به واسطه داشتن مایکل شنکر توانست گروه ممتاز و مشهوری باشد.
در اواخر سال ۱۹۷۸ مایکل دوباره به اسکورپیونز پیوست زمانی که گروه مشغول ضبط آلبوم Lovedrive بود. در ۱۹۷۹ مایکل در تور اجرای زنده همین آلبوم شرکت کرد اما پس از ۳ ماه دوباره گروه را ترک کرد. پس از جدایی دو پیشنهاد از اروسمیث و آزی آزبورن به شنکر داده شد که نپذیرفت.
در ۱۹۷۹ مایکل گروه مایکل شنکر را راه‌اندازی کرد، گروهی که مانند بقیه دوران زندگی شنکر متلاطم و پر از حادثه بود. در ۱۹۸۲ بود که مایکل باردن خواننده اصلی گروه که در ضبط دو آلبوم اولیه گروه مایکل شنکر نقش داشت به علت مورد توجه بودن خواننده دیگری به نام گراهام بونت از طرف مایکل از گروه اخراج شد. بونت پس از ضبط آلبوم Assault Attack به علت مشکل مصرف بیش از حد مشروبات الکلی و به علت اینکه او در طی اجراهای زنده ناگهان صدای خود را از دست می‌داد، از گروه اخراج شد. پس از بونت، شنکر دوباره به سراغ باردن رفت، باردن در ضبط آلبوم استودیویی Built to Destroy و آلبوم اجرای زنده Rock Will Never Die با گروه همراه شد و پس از آن دوباره گروه را ترک گفت.
پس از جدایی مجدد باردن، شنکر گروه را دوباره تشکیل داد، این بار با خواننده‌ای به نام رابین مک اولی، او نام گروه را به مک اولی شنکر تغییر داد. گروه جدید حال و هوای هاردراک تری داشت و از لحاظ تجاری هم موفق تر بود. پس از ضبط ۳ آلبوم شنکر و مک اولی از هم جدا شدند و گروه مک اولی شنکر از هم پاشید.
در ۱۹۹۵ شنکر به‌طور موقت دوباره به یوفو پیوست و در ضبط و تور اجرای زنده آلبوم Walk on Water شرکت کرد. او سپس دوباره گروه مایکل شنکر را با اعضایی جدید راه انداخت و ۳ آلبوم دیگر با عناوین The Unforgiven, Written in Sand، و Beware of Scorpions را ضبط نمود و همین‌طور پس از ضبط این سه آلبوم مایکل دوباره برای ضبط آلبوم‌های Covenant و Sharks به یوفو پیوست.